# Дисеребростронций
Дисеребростронций — бинарное неорганическое соединение, интерметаллид
серебра и стронция
с формулой SrAg2,
кристаллы.

## Получение
- Сплавление стехиометрических количеств чистых веществ:

{\displaystyle {\mathsf {2Ag+Sr\ {\xrightarrow {760^{o}C}}\ Ag_{2}Sr}}}

## Физические свойства
Дисеребростронций образует кристаллы
ромбической сингонии, пространственная группа I mma, параметры ячейки a = 0,481 нм, b = 0,771 нм, c = 0,826 нм, Z = 4,
структура типа димедьцерия CeCu2
.
Соединение конгруэнтно плавится при температуре выше 760 °C.